# Boostec
 (mai 2025).
Motif : Sources attestant de la notoriété ?
- Archive Wikiwix
- Bing
- Cairn
- DuckDuckGo
- E. Universalis
- Gallica
- Google
- G. Books
- G. News
- G. Scholar
- Persée
- Qwant
- (zh) Baidu
- (ru) Yandex
- (wd) trouver des œuvres sur Wikidata

| 1. | Préciser le motif de la pose du bandeau. | Précisez le motif de la pose du bandeau en utilisant la syntaxe suivante : {{admissibilité à vérifier\|date=mai 2025\|motif=remplacez ce texte par le motif}}                |
| 2. | Informer les utilisateurs concernés.     | Pensez à avertir le créateur de l'article, par exemple, en insérant le code ci-dessous sur sa page de discussion : {{subst:avertissement admissibilité à vérifier\|Boostec}} |

MERSEN BOOSTEC est une société française spécialisée dans la fabrication de composants et structures complexes à base carbure de silicium installée à Bazet  dans le département des Hautes-Pyrénées en région Midi-Pyrénées. Cette PME est une filiale du groupe Mersen qui détient 95 % des titres.
Les domaines d'application de son activité sont :
- l'optique terrestre et spatiale. Elle a notamment fourni le miroir du télescope spatial infrarouge Herschel  lancé en 2009[4] ainsi que le banc optique et les miroirs du satellite d'astrométrie Gaia lancé fin 2013. Dernier projet en cours, participer à l'optique du télescope James Webb qui sera lancé en 2018.
- les réacteurs en continu pour la industrie chimique et l'industrie pharmaceutique
- les échangeurs de chaleur